# Hormel Foods
Hormel Foods Corporation er et amerikansk firma grundlagt i 1891 i Austin, Minnesota, af George A. Hormel som George A. Hormel & Company. Oprindeligt med fokus på emballering og salg af skinke, spam, pølser og andet svinekød, kylling, oksekød og lamprodukter til forbrugerne; i 1980'erne begyndte Hormel at tilbyde et bredere udvalg af emballerede og nedkølede fødevarer. Virksomheden skiftede navn til Hormel Foods i 1993. Hormel betjener 80 lande med mærker som Applegate, Columbus Craft Meats, Dinty Moore, Jennie-O og Skippy.